# Stranický systém Švýcarska
Stranický systém Švýcarska představuje přehled švýcarských politických uskupení, jejich vnitřní strukturu, historii, činnost a další charakteristiky.

## Politické strany a stranický systém
Švýcarské politické strany vznikaly a vyvíjely se na bázi náboženské a sociálně třídní.
Z hlediska konfesního zájmu lze strany rozdělit na katolické (CVP – Křesťanskodemokratická strana), protestantské (EVP – Evangelická lidová strana) a strany, které získávají podporu od občanů nábožensky zaměřených (např. FDP.Die Liberalen), kterou volí protestanti v nábožensky smíšených kantonech a laici v katolických kantonech).
Jazykové štěpení týkající se stran neplatí, až na výjimky jakou je např. Lega dei Ticinesi, působící výhradně v jediném plně italském kantonu Ticino.
Sociálně třídní štěpení, které dělí strany podle pohledu na ekonomiku, postupuje od zelených a socialistů (pro co největší zásahy státu do ekonomiky) po liberály.

## Stranický systém

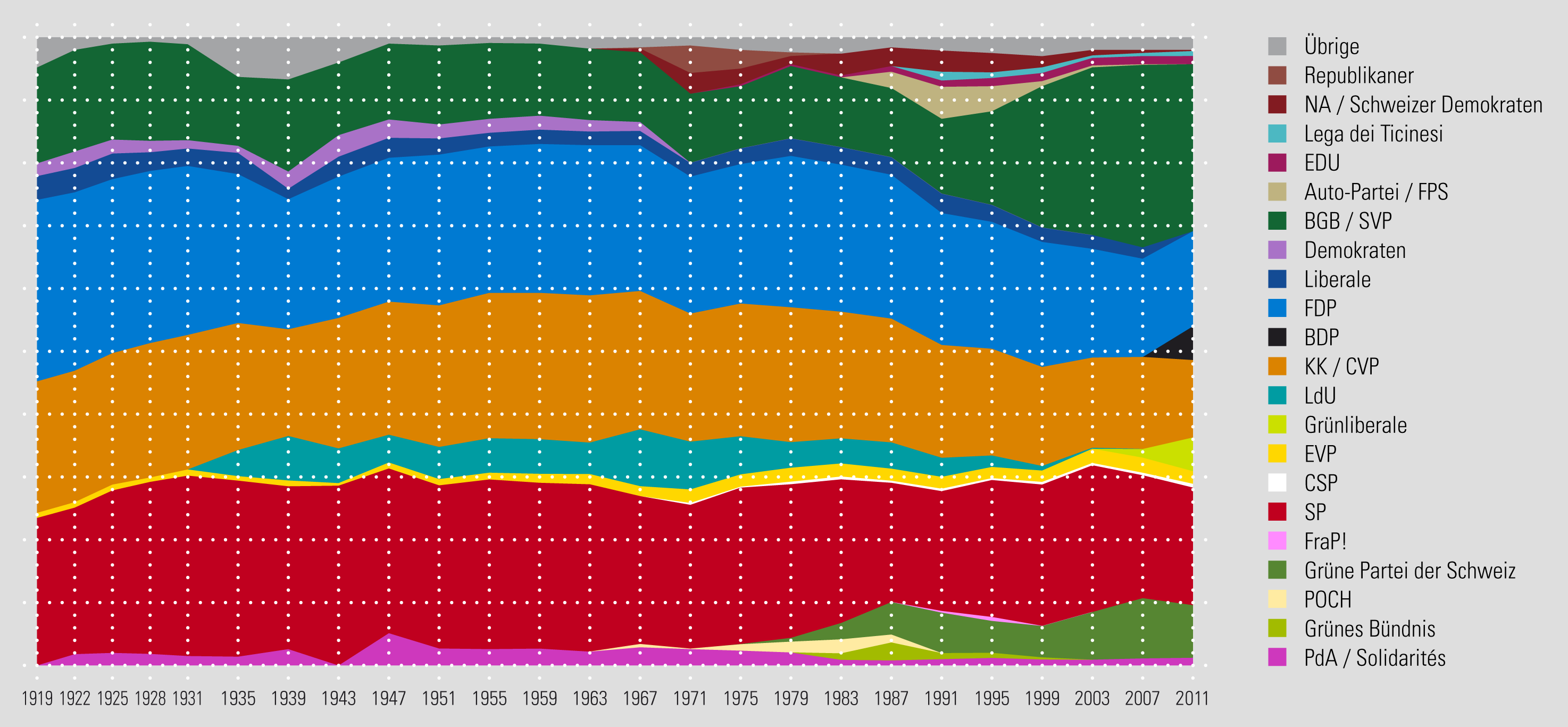
Vývoj výsledků federálních voleb do Národní rady v letech 1919-2011

Stranický systém je fragmentovaný. Charakter organizace moci na úrovni federální, kantonální a místní přispívá ke štěpení politických stran. Strany na federální rovině jsou považovány za federaci kantonálních organizací. K fragmentaci napomáhá i fakt, že kantonální organizace jedné strany mohou být v různých kantonech či obcích ve vládě nebo opozici a podle toho zastávat rozdílné názory.
Ve dvou polokantonech a dvou kantonech (Uri a Grisons) je používán většinový volební systém do kantonálních zastupitelstev, naopak ve většině kantonů existuje systém proporční a z těchto kantonů aplikuje ¼ systém s malými volebními obvody (1-4 mandátové), které vedou k oslabení proporcionality (poměrného zastoupení), ve zbylých ¾ kantonů s poměrným volebním systémem existují převážně 5-9 mandátové volební obvody.

## Politické strany

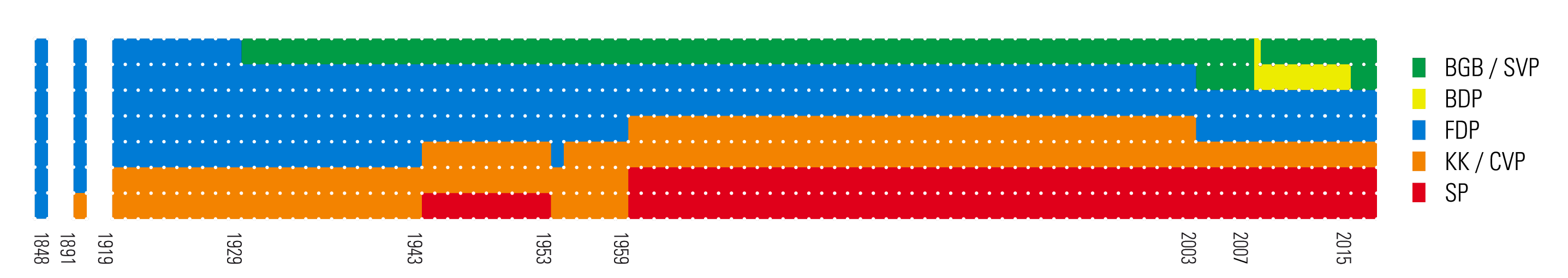
Vývoj složení vlády v letech 1919-2011

### Sociálnědemokratická strana Švýcarska (SP)
Německy Socialdemokratische Partei der Schweiz, francouzsky Parti socialiste suisse, italsky Partito socialista svizzero, rétorománsky Partida socialdemocratica da la Svizra. Vznikla v roce 1888 jakožto socialisticky orientovaná s požadavkem aplikace sociálního státu. Od konce 60. let 20. století se silně zaměřuje na ekologickou politiku, což vedlo ke změnám určitých skupin jejich voličů. Zajímavostí je, že se podílí na moci ve vládě, ale politický program má často charakter opoziční strany. Sociální demokracie podporuje institut referend a lidové iniciativy, kritizuje negativní důsledky ekonomického způsobu života. Staví se proti jaderné energii, preferuje osobní dopravu a přirozenou zemědělskou výrobu. V zahraniční politice je spíše liberálního zaměření, podpořila vstup země do OSN a chce aby cizinci, kteří se usídlili v zemi, získali rovnoprávné postavení. Členem vlády byla v letech 1943-1953 a pak znovu od roku 1959 dodnes. V politickém spektru leží jasně vlevo. Její oporou jsou především města a francouzsky mluvící kantony.

### FDP.Liberálové (FDP/PLR/PLD)
Německy FDP.Die Liberalen, francouzsky PLR. Les Libéraux-Radicaux, italsky PLR. I Liberali, rétorománsky PLD. Ils Liberals. Jedná se o typicky vládní stranu, od roku 1848 nebyla v opozici a dlouhá desetiletí hrála ve vládě roli strany většinové (do roku 1943).
Původně bylo její zaměření liberální, ale vývojem se z ní stala strana liberálně konzervativní. V současnosti se liberální konzervatismus odráží na podpoře svobodného prostoru pro jednotlivce a v pragmatismu řešení sociálních problémů. Důraz je kladen na decentralizaci rozhodování (princip subsidiarity). Za hlavní poslání státu je považována daňová politika a přerozdělení vybraných peněz. V zahraniční agendě strana zastává konzervativní postoj, kdy na rozdíl od evropských liberálních stran žádá silné neutrální Švýcarsko mimo EU. V politickém spektru leží v pravém středu. Její podpora je poměrně rovnoměrná, převažuje ve městech, francouzských kantonech a německy mluvící oblasti Vnitřního Švýcarska.

### Křesťansko-demokratická strana Švýcarska (CVP/PDC/PPD/PCD)
Německy Christlichdemokratische Volkspartei der Schweiz, francouzsky Parti démocrate-chrétien, italsky Partito popolare democratico svizzero, rétorománsky Partida cristiandemocratica Svizra. Strana byla založená v roce 1899 jako křesťansky orientovaná. Od 70. let 20. století se „laicizuje“ a odmítá spojení s katolickou církví. Je dlouhodobě vládní stranou. Dnešní postavení na pravolevicové ose je ve středu, což jí umožňuje zastávat jak pravicová (liberální individualismus) , tak i levicová (sociální stát) stanoviska. Je pro silnou národní obranu, včlenění imigrantů do země a ekologizaci dopravy. Nejsilnější podporu získává ve vnitřním Švýcarsku, kantonu Wallis a na katolickém venkově.

### Švýcarská lidová strana/Demokratická unie středu (SVP/UDC/PPS)
Německy Schweizerische Volkspartei, francouzsky Union démocratique du centre, italsky Unione Democratica del Centro, rétorománsky Partida populara Svizra (PPS). Strana vznikla sloučením dvou stran na počátku 70. let 20. století. Ve vládě zasedá od roku 1929, v roce 2008 se od ní odštěpila BDP. Ekonomicky je liberálně profilovaná s důrazem na volný trh a omezenou funkci státu s minimální a nepřímou daní. Stát by si měl ponechat jen oblast ochrany životního prostředí a ekonomický rozvoj regionů prostřednictvím zemědělství. Sociálně je naopak konzervativní, s důrazem na národní hodnoty, z velkých švýcarských stran nejvýrazněji euroskeptická. Kritici upozorňují na její populismus. Ve Švýcarsku reprezentuje pravici kromě kantonu Ticino, kde její místo zaobírá Lega dei Ticinesi. Podporuje ji hlavně německy mluvící venkov.

### Aliance nezávislých (Landesring)
Název je připomínkou na vnitřní kruh lidových shromáždění, což symbolizuje propojení s tradicemi přímé demokracie. Aliance vznikla roku 1936 a stojí ve středu pravolevé škály. Má snahu využívat forem lidové iniciativy pro konání referend. Akceptuje důležitou roli státu především v sektoru životního prostředí a sociální politiky, nikdy nebyla účastna ve vládě. V oblasti ekonomiky však stát nemá hrát aktivní roli, ale jen rozhodovat případné spory a nejasnosti.

### Strana zelených (GPS/PES)
Německy Grüne Partei der Schweiz, francouzsky Parti écologiste suisse, italsky Partito ecologista svizzero, rétorománsky Partida ecologica svizra. Jedná se o relativně mladou stranu vzniklou roku 1983 s výraznou ekologickou tematikou. Zasazuje se o ochranu přírodních zdrojů, protestuje proti industrializaci, technokratismu a konzumní společnosti, nabádá k návratu humanismu a chce decentralizaci rozhodování a řízení. V politickém spektru leží nalevo a se socialisty v menších městech často skládají volební koalice. Podporují je nejvíce města na severu a západě Švýcarska.

### Evangelická lidová strana (EVP)
Německy Evangelische Volkspartei der Schweiz, francouzsky Parti Evangelique Suisse, italsky Partito Evangelico Svizzero. Byla založená v roce 1919 jako křesťansky a evangelicky orientovaná. Dnes se jedná o stranu progresivní v sociálních, ekologických a zdravotnických tématech a naopak konzervativní v oblasti výchovy a ochrany rodiny. V politickém spektru leží v levém středu a opírá se o kanton Bern a severovýchod Švýcarska.

### Občanská demokratická strana Švýcarska (BDP/PBD)
Německy Bürgerlich-Demokratische Partei Schweiz, francouzsky Parti bourgeois démocratique Suisse (PBD), italsky Partito borghese democratico Svizzera (PBD), rétorománsky Partida burgais democratica Svizra (PBD). Vznikla v roce 2008 odštěpením od SVP a přejala od ní i většinu původního ekonomického a sociálního programu, nikoliv už zahraniční politiky a nacionální rétoriky. SVP měla tehdy dvě křesla ve vládě, její podíl se ale zmenšil o jedno křeslo ve prospěch BDP, nicméně kvůli nízké podpoře (6-7%, méně, než mají nevládní zelení) je udržení tohoto křesla po federálních volbách v roce 2015 nejisté. Definuje se jako konzervativní strana. V politickém spektru leží v pravém středu. Podporu má především v kantonu Bern a dalších německy mluvících kantonech.

### Zelená liberální strana (GLP/PVL)
Německy Grünliberale Partei Schweiz, francouzsky Parti vert'libéral Suisse, italsky Partito Verde Liberal svizzero, rétorománsky Partida Verda-Liberala. Vznikla v roce 2007 odštěpením od Strany zelených, od nichž se liší ekonomickým liberalismem, ale zachovává si jejich akcent na ekologii a lidská práva. Politicky jí odpovídá pozice levého středu. Její podpora je méně rovnoměrná než u Zelených, soustřeďuje se do německy mluvících kantonů a úplně nejvíce do kantonu Zürich.